# Pfarrhaus (Eggenthal)

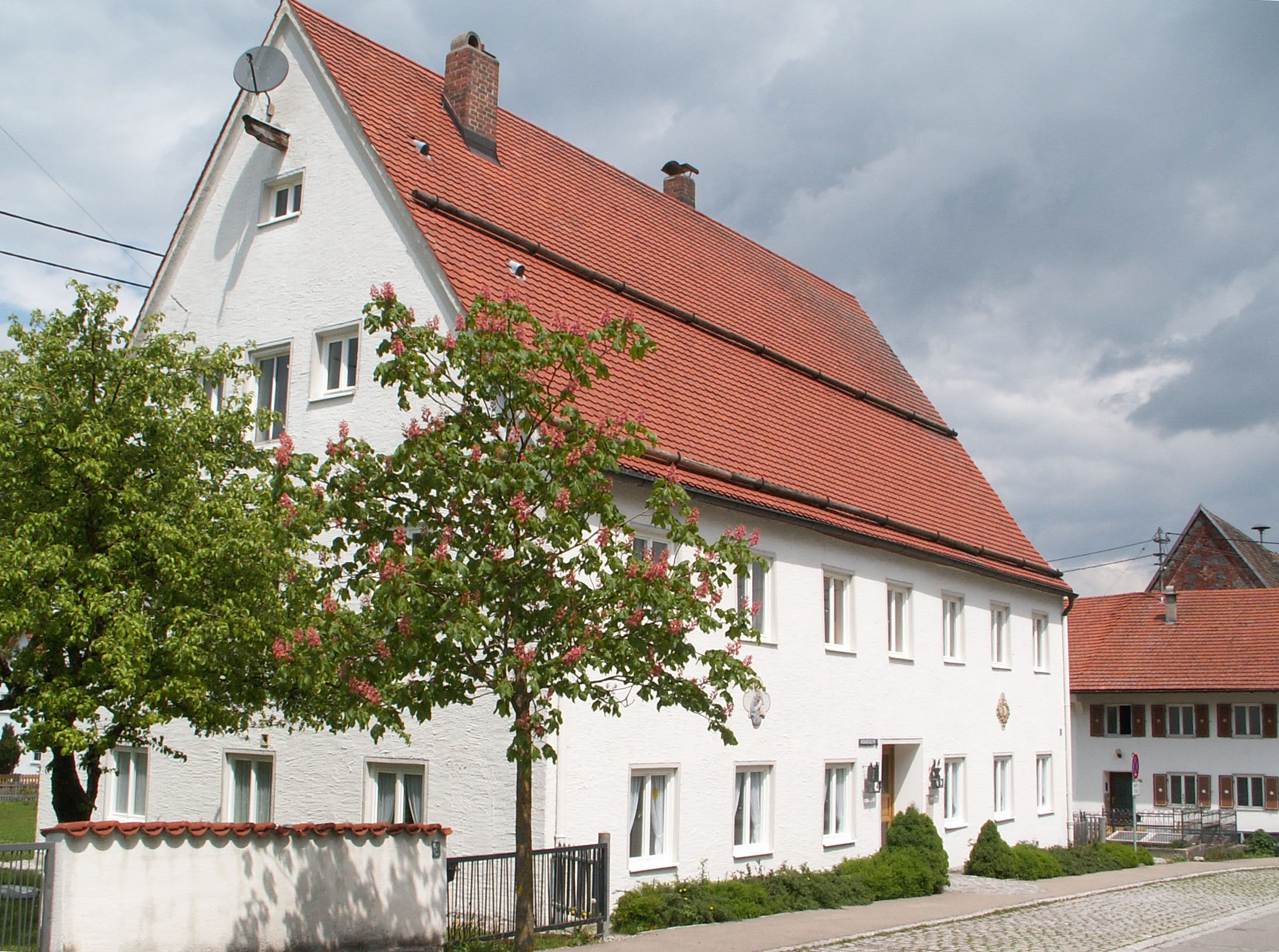
Ehemaliges Pfarrhaus in Eggenthal

Das Pfarrhaus in Eggenthal, einer Gemeinde im Landkreis Ostallgäu im bayerischen Regierungsbezirk Schwaben, wurde 1714 errichtet. Das ehemalige Pfarrhaus an der Römerstraße 8 ist ein geschütztes Baudenkmal.
Der zweigeschossige Satteldachbau besitzt an der Ostseite gefasste Holzreliefs mit der Darstellung des heiligen Benedikt und dem Wappen des Irseer Abts Willibald Grindl. Das Gebäude hat sieben zu drei Fensterachsen.